# Robert Schurrer
Robert Schurrer (Vesoul, Alt Saona, 24 de març de 1890 – Estrasburg, Baix Rin, 27 de novembre de 1972) va ser un atleta francès que va competir a començaments del segle xx.
El 1912 va prendre part en els Jocs Olímpics d'Estocolm, on disputà quatre proves del programa d'atletisme. En els 200, 200 i 400 metres quedà eliminat en sèries. En els 4x400 metres relleus guanyà la medalla de plata amb l'equip francès.